# فرودگاه جزیره بل
فرودگاه جزیره بل (به انگلیسی: Bell Island Airport) یک فرودگاه همگانی است که یک باند فرود آسفالت دارد و طول باند آن ۷۰۱ متر است. این فرودگاه در کشور کانادا قرار دارد و در ارتفاع ۴۶ متری از سطح دریا واقع شده‌است.